# Kościół Najświętszej Maryi Panny Zwycięskiej w Mrozowie
Kościół Najświętszej Maryi Panny Zwycięskiej w Mrozowie – rzymskokatolicki kościół parafialny w Mrozowie, w gminie Miękinia.

## Historia
Kościół wzmiankowany w 1353 roku, spłonął wraz z domem parafialnym w 1684 roku. Odbudowany w 1686 roku jako wotum za zwycięstwo pod Wiedniem i uchronienie Śląska przed Turkami. Restaurowany w XIX wieku, 1949, 1964, 1976-8 i 1992-4.

## Architektura
Kościół barokowy, orientowany, murowany, jednonawowy z węższym prezbiterium z jedną wieżą od strony zachodniej. 

## Wyposażenie
Wyposażenie kościoła jest głównie barokowe.
Główny ołtarz:
- obraz Matki Boskiej Zwycięskiej
- rzeźba św. Ignacego Loyoli
- rzeźba św. Franciszka Ksawerego

Wnętrze kościoła:
- kaplica Matki Bożej Częstochowskiej
- ambona z przedstawieniem Chrystusa i czterech Ewangelistów (koniec XVII w.)
- rzeźba Piety (współczesna)[4]

## Organy
Organy zostały wykonane przez firmę Schlag & Söhne ze Świdnicy w 1883 roku, wyposażone są w dmuchawę elektryczną. Głos Cello 8’ w pedale nieczynny.

### Dyspozycja organów
Traktura gry mechaniczna, traktura rejestrów mechaniczna.
| Manuał I Hauptwerk                                        | Manuał II Oberwerk             | Pedał               | Połączenia                 |
| --------------------------------------------------------- | ------------------------------ | ------------------- | -------------------------- |
| Portunal 8’ Gambe 8’ Principal 8’ Quinte 2 2/3' Octave 2’ | Salicet 8’ Gedeckt 8' Flöte 4’ | Subbas 16' Cello 8’ | Pedal koppel Manual-Coppel |